# Strømmen Idrettsforening 2019
Questa voce raccoglie le informazioni riguardanti lo Strømmen Idrettsforening nelle competizioni ufficiali della stagione 2019.

## Stagione
La stagione dello Strømmen è cominciata con l'avvicendamento in panchina tra il vecchio allenatore Espen Olsen ed il nuovo, Ole Martin Nesselquist. La squadra ha chiuso l'annata al 13º posto finale, mentre l'avventura nel Norgesmesterskapet è terminata al quarto turno, con l'eliminazione subita per mano dell'Haugesund.
In data 5 giugno 2019, la squadra ha subito la penalizzazione di un punto in classifica per inadempienze finanziarie.
Mathias Blårud ed Øystein Vestvatn sono stati i calciatori più utilizzati in stagione, con 32 presenze ciascuno. Sivert Gussiås è stato invece il miglior marcatore con 13 reti.

## Rosa
| N. |                     | Ruolo | Calciatore           |
| -- | ------------------- | ----- | -------------------- |
| 2  | Norvegia (bandiera) | C     | Magnus Tvedte        |
| 3  | Norvegia (bandiera) | D     | Victor Grodås        |
| 4  | Norvegia (bandiera) | D     | Kristian Jahr        |
| 5  | Norvegia (bandiera) | D     | Sverre Bjørkkjær     |
| 6  | Norvegia (bandiera) | C     | Anders Dieserud      |
| 7  | Norvegia (bandiera) | C     | Mahmoud Laham        |
| 8  | Norvegia (bandiera) | C     | Mathias Blårud       |
| 9  | Norvegia (bandiera) | A     | Sivert Gussiås       |
| 10 | Norvegia (bandiera) | C     | Mustapha Achrifi     |
| 11 | Norvegia (bandiera) | C     | Ulrich Østigård Ness |
| 14 | Norvegia (bandiera) | A     | Håvard Segtnan Thun  |
| 15 | Norvegia (bandiera) | A     | Jake Petur Martin    |
| 16 | Norvegia (bandiera) | D     | John Olav Norheim    |
| 17 | Norvegia (bandiera) | C     | Øystein Vestvatn     |
| 18 | Norvegia (bandiera) | A     | Andreas Hellum       |

| N. |                     | Ruolo | Calciatore              |
| -- | ------------------- | ----- | ----------------------- |
| 19 | Norvegia (bandiera) | A     | Kjell Rune Sellin       |
| 20 | Norvegia (bandiera) | A     | Mats André Kaland       |
| 21 | Norvegia (bandiera) | D     | Johannes Grødtlien      |
| 22 | Norvegia (bandiera) | D     | Simen Melby             |
| 23 | Norvegia (bandiera) | D     | Pål Steffen Andresen    |
| 24 | Norvegia (bandiera) | C     | Noah Bastian Meursinge  |
| 25 | Norvegia (bandiera) | A     | Lasse Bransdal          |
| 25 | Norvegia (bandiera) | A     | Bao Khac Nguyen         |
| 26 | Norvegia (bandiera) | A     | Thomas Næss Totlandsdal |
| 27 | Norvegia (bandiera) | C     | Ismael Bahij            |
| 28 | Norvegia (bandiera) | D     | Benjamin Sundo          |
| 30 | Norvegia (bandiera) | P     | Marius Berntzen         |
| 31 | Norvegia (bandiera) | P     | Stian Christensen       |
| 97 | Norvegia (bandiera) | P     | Morten Sætra            |

## Calciomercato

### Sessione invernale(dal 09/01 al 01/04)
| Arrivi | Arrivi              | Arrivi        | Arrivi     |
| R.     | Nome                | da            | Modalità   |
| ------ | ------------------- | ------------- | ---------- |
| P      | Marius Berntzen     |               | svincolato |
| P      | Stian Christensen   | Skjetten      | definitivo |
| D      | John Olav Norheim   |               | svincolato |
| C      | Mahmoud Laham       | Fram Larvik   | definitivo |
| C      | Magnus Tvedte       | Eidsvold Turn | definitivo |
| A      | Sivert Gussiås      | Molde         | prestito   |
| A      | Andreas Hellum      | Mjøndalen     | prestito   |
| A      | Mats André Kaland   |               | svincolato |
| A      | Havard Segtnan Thun |               | svincolato |

| Partenze | Partenze                 | Partenze       | Partenze      |
| R.       | Nome                     | a              | Modalità      |
| -------- | ------------------------ | -------------- | ------------- |
| P        | Stian Bolstad            |                | svincolato    |
| P        | Oumar Diaby              |                | svincolato    |
| P        | Simon Thomas             |                | svincolato    |
| D        | Emil Sildnes             |                | svincolato    |
| C        | Moses Ebiye              | Lillestrøm     | fine prestito |
| C        | Charles Ezeh             | Lillestrøm     | fine prestito |
| C        | Even Pedersen Habberstad |                | svincolato    |
| A        | Sindre Mauritz-Hansen    | Stabæk         | fine prestito |
| A        | Petter Mathias Olsen     | Lillestrøm     | fine prestito |
| A        | Alexander Ruud Tveter    | Sarpsborg 08   | fine prestito |
| A        | Steeve Saint-Duc         | Los Angeles FC | fine prestito |

### Sessione estiva(dal 01/08 al 31/08)
| Arrivi | Arrivi            | Arrivi       | Arrivi     |
| R.     | Nome              | da           | Modalità   |
| ------ | ----------------- | ------------ | ---------- |
| P      | Morten Sætra      | Strømsgodset | prestito   |
| A      | Lasse Bransdal    | Oppsal       | definitivo |
| A      | Kjell Rune Sellin | Fredrikstad  | definitivo |

| Partenze | Partenze        | Partenze | Partenze   |
| R.       | Nome            | a        | Modalità   |
| -------- | --------------- | -------- | ---------- |
| P        | Marius Berntzen | Aalesund | definitivo |

## Risultati

### 1. divisjon

#### Girone di andata
| Arbitro: | Amland (Bergen) |

|                    |           |                 |
| Gussiås 61’ (rig.) | Marcatori | 59’ Remme Berge |

| Arbitro: | Aslam |

|              |           |            |
| Ferreira 36’ | Marcatori | 69’ Hellum |

| Arbitro: | Hansen Grøtta |

|  |           |            |
|  | Marcatori | 2’ Eriksen |

| Arbitro: | Higraff |

|           |           |  |
| Løken 33’ | Marcatori |  |

| Strømmen 28 aprile 2019, ore 18:00 5ª giornata | Strømmen | 0 – 0 referto | HamKam | Strømmen Stadion (502 spett.)\| Arbitro: \| Tennøy \| |
| Arbitro:                                       | Tennøy   |               |        |                                                       |

| Arbitro: | Aslam |

|                                           |           |  |
| Christensen 11’, 53’, 66’ Jahr 50’ (aut.) | Marcatori |  |

| Arbitro: | Amland (Bergen) |

|            |           |                             |
| Tvedte 88’ | Marcatori | 78’ (rig.) Castro 86’ Guèye |

| Arbitro: | Sinnes |

|                  |           |  |
| Olden Larsen 33’ | Marcatori |  |

| Arbitro: | Higraff |

|                               |           |                              |
| Gussiås 30’ Østigård Ness 41’ | Marcatori | 33’, 76’ Storbæk 69’ Jónsson |

| Arbitro: | Følstad Skarsem |

|           |           |                    |
| Hagos 90’ | Marcatori | 43’ (rig.) Gussiås |

| Arbitro: | Sinnes |

|                              |           |                          |
| Haugen 15’, 17’, 74’ Flo 24’ | Marcatori | 48’ Andresen 84’ Gussiås |

| Arbitro: | Medic |

|                       |           |  |
| Kaland 50’ Tvedte 61’ | Marcatori |  |

| Arbitro: | Lien |

|                                            |           |  |
| Brekke 16’ Bakke 55’ Parkstad Johansen 62’ | Marcatori |  |

| Arbitro: | Tennøy |

|             |           |                 |
| Gussiås 26’ | Marcatori | 59’ Nunez Godoy |

| Arbitro: | Sinnes |

|  |           |                              |
|  | Marcatori | 33’ Gussiås 63’ (rig.) Laham |

#### Girone di ritorno
| Strømmen 4 agosto 2019, ore 18:00 16ª giornata                                    | Strømmen  | 3 – 1 referto | Jerv | Strømmen Stadion (245 spett.) |
| \| \| \| \| \| Bransdal 20’ Gussiås 24’ Andresen 79’ \| Marcatori \| 63’ Anene \| |           |               |      |                               |
|                                                                                   |           |               |      |                               |
| Bransdal 20’ Gussiås 24’ Andresen 79’                                             | Marcatori | 63’ Anene     |      |                               |

| Arbitro: | Medic |

|                                         |           |            |
| Grétarsson 9’ Friðjónsson 42’ Guèye 82’ | Marcatori | 63’ Sellin |

| Arbitro: | Koløy |

|             |           |             |
| Norheim 37’ | Marcatori | 66’ Strange |

| Arbitro: | Hauge |

|                            |           |                        |
| Güven 12’, 59’ (rig.), 74’ | Marcatori | 5’ Vestvatn 32’ Kaland |

| Arbitro: | Følstad Skarsem |

|  |           |                                                           |
|  | Marcatori | 14’ Løvland 21’ Kind Bendiksen 60’ Lysvoll 86’ Andreassen |

| Arbitro: | Aslam |

|                             |           |                              |
| Normann Hansen 41’ Torp 54’ | Marcatori | 1’ (aut.) Sundli 81’ Gussiås |

| Strømmen 15 settembre 2019, ore 15:00 22ª giornata | Strømmen        | 0 – 0 referto | Start | Strømmen Stadion (556 spett.)\| Arbitro: \| Amland (Bergen) \| |
| Arbitro:                                           | Amland (Bergen) |               |       |                                                                |

| Arbitro: | Medic |

|                       |           |  |
| Ofkir 10’ Engblom 23’ | Marcatori |  |

| Arbitro: | Sinnes |

|                         |           |  |
| Bransdal 62’ Sellin 70’ | Marcatori |  |

| Arbitro: | Amland (Bergen) |

|           |           |             |
| Ahmed 90’ | Marcatori | 59’ Gussiås |

| Arbitro: | Koløy |

|  |           |                       |
|  | Marcatori | 49’ Aas 59’ Petersson |

| Arbitro: | Amland (Bergen) |

|                          |           |                   |
| Vestvatn 13’ Gussiås 19’ | Marcatori | 72’ Strand Nilsen |

| Arbitro: | Lien |

|                          |           |                  |
| Bolkan Nordli 11’ (rig.) | Marcatori | 43’, 89’ Gussiås |

| Arbitro: | Hansen Grøtta |

|  |           |                                    |
|  | Marcatori | 75’ Olden Larsen 80’, 90’ J. Moula |

| Sandnes 9 novembre 2019, ore 16:30 30ª giornata | Sandnes Ulf | 0 – 3 referto | Strømmen | Øster Hus Arena\| Arbitro: \| Sinnes \| |
| Arbitro:                                        | Sinnes      |               |          |                                         |

### Norgesmesterskapet
| Arbitro: | al Hatam |

|  |           |                      |
|  | Marcatori | 1’, 70’ Segtnan Thun |

| Arbitro: | Røvig Sletner |

|                                |           |             |
| Vestvatn 30’ Segtnan Thun 105’ | Marcatori | 81’ Isidoro |

| Arbitro: | Hobber Nilsen (Oslo) |

|             |           |  |
| Gussiås 52’ | Marcatori |  |

| Arbitro: | Smehus Kringstad |

|                          |           |  |
| Koné 112’ Samuelsen 116’ | Marcatori |  |

## Statistiche

### Statistiche di squadra
| Competizione       | Punti | In casa | In casa | In casa | In casa | In casa | In casa | In trasferta | In trasferta | In trasferta | In trasferta | In trasferta | In trasferta | Totale | Totale | Totale | Totale | Totale | Totale | DR  |
| Competizione       | Punti | G       | V       | N       | P       | Gf      | Gs      | G            | V            | N            | P            | Gf           | Gs           | G      | V      | N      | P      | Gf     | Gs     | DR  |
| ------------------ | ----- | ------- | ------- | ------- | ------- | ------- | ------- | ------------ | ------------ | ------------ | ------------ | ------------ | ------------ | ------ | ------ | ------ | ------ | ------ | ------ | --- |
| 1. divisjon        | 30    | 15      | 4       | 6       | 5       | 15      | 19      | 15           | 3            | 4            | 8            | 17           | 27           | 30     | 7      | 10     | 13     | 32     | 46     | -14 |
| Norgesmesterskapet | -     | 2       | 2       | 0       | 0       | 3       | 1       | 2            | 1            | 0            | 1            | 2            | 2            | 4      | 3      | 0      | 1      | 5      | 3      | +2  |
| Totale             | -     | 17      | 6       | 6       | 5       | 18      | 20      | 17           | 4            | 4            | 9            | 19           | 29           | 34     | 10     | 10     | 14     | 37     | 49     | -12 |

### Andamento in campionato
| Giornata  | 1  | 2  | 3  | 4  | 5  | 6  | 7  | 8  | 9  | 10 | 11 | 12 | 13 | 14 | 15 | 16 | 17 | 18 | 19 | 20 | 21 | 22 | 23 | 24 | 25 | 26 | 27 | 28 | 29 | 30 |
| --------- | -- | -- | -- | -- | -- | -- | -- | -- | -- | -- | -- | -- | -- | -- | -- | -- | -- | -- | -- | -- | -- | -- | -- | -- | -- | -- | -- | -- | -- | -- |
| Luogo     | C  | T  | C  | T  | C  | T  | C  | T  | C  | T  | T  | C  | T  | C  | T  | C  | T  | C  | T  | C  | T  | C  | T  | C  | T  | C  | C  | T  | C  | T  |
| Risultato | N  | N  | N  | P  | N  | P  | P  | P  | P  | N  | P  | V  | P  | N  | V  | V  | P  | N  | P  | P  | N  | N  | P  | V  | N  | P  | V  | V  | P  | V  |
| Posizione | 10 | 11 | 12 | 13 | 14 | 15 | 15 | 15 | 15 | 14 | 14 | 14 | 15 | 15 | 14 | 14 | 14 | 14 | 14 | 15 | 15 | 14 | 15 | 14 | 14 | 14 | 13 | 13 | 13 | 13 |

Fonte:  OBOS-ligaen 2019, su altomfotball.no, Altomfotball. URL consultato il 25 luglio 2022 (archiviato dall'url originale il 17 gennaio 2022).
Legenda:

Luogo: C = Casa; T = Trasferta. Risultato: V = Vittoria; N = Pareggio; P = Sconfitta.

### Statistiche dei giocatori
| Giocatore           | 1. divisjon | 1. divisjon | 1. divisjon | 1. divisjon | Norgesmesterskapet | Norgesmesterskapet | Norgesmesterskapet | Norgesmesterskapet | Coppe europee | Coppe europee | Coppe europee | Coppe europee | Altre coppe | Altre coppe | Altre coppe | Altre coppe | Totale   | Totale | Totale      | Totale     |
| Giocatore           | Presenze    | Reti        | Ammonizioni | Espulsioni  | Presenze           | Reti               | Ammonizioni        | Espulsioni         | Presenze      | Reti          | Ammonizioni   | Espulsioni    | Presenze    | Reti        | Ammonizioni | Espulsioni  | Presenze | Reti   | Ammonizioni | Espulsioni |
| ------------------- | ----------- | ----------- | ----------- | ----------- | ------------------ | ------------------ | ------------------ | ------------------ | ------------- | ------------- | ------------- | ------------- | ----------- | ----------- | ----------- | ----------- | -------- | ------ | ----------- | ---------- |
| M. Achrifi          | 17          | 0           | 2           | 0           | 4                  | 0                  | 0                  | 0                  |               |               |               |               |             |             |             |             | 21       | 0      | 2           | 0          |
| P. Andresen         | 20          | 2           | 3           | 1           | 2                  | 0                  | 0                  | 0                  |               |               |               |               |             |             |             |             | 22       | 2      | 3           | 1          |
| I. Bahij            | 0           | 0           | 0           | 0           | 0                  | 0                  | 0                  | 0                  |               |               |               |               |             |             |             |             | 0        | 0      | 0           | 0          |
| M. Berntzen         | 17          | -27         | 0           | 0           | 4                  | -3                 | 0                  | 0                  |               |               |               |               |             |             |             |             | 21       | -30    | 0           | 0          |
| S. Bjørkkjær        | 28          | 0           | 4           | 0           | 3                  | 0                  | 2                  | 0                  |               |               |               |               |             |             |             |             | 31       | 0      | 6           | 0          |
| M. Blårud           | 28          | 0           | 2           | 0           | 4                  | 0                  | 0                  | 0                  |               |               |               |               |             |             |             |             | 32       | 0      | 2           | 0          |
| L. Bransdal         | 10          | 2           | 1           | 0           | -                  | -                  | -                  | -                  |               |               |               |               |             |             |             |             | 10       | 2      | 1           | 0          |
| S. Christensen      | 2           | -3          | 0           | 0           | 0                  | 0                  | 0                  | 0                  |               |               |               |               |             |             |             |             | 2        | -3     | 0           | 0          |
| A. Dieserud         | 12          | 0           | 1           | 0           | 0                  | 0                  | 0                  | 0                  |               |               |               |               |             |             |             |             | 12       | 0      | 1           | 0          |
| V. Grodås           | 26          | 0           | 1           | 0           | 4                  | 0                  | 1                  | 0                  |               |               |               |               |             |             |             |             | 30       | 0      | 2           | 0          |
| J. Grødtlien        | 9           | 0           | 0           | 0           | 3                  | 0                  | 0                  | 0                  |               |               |               |               |             |             |             |             | 12       | 0      | 0           | 0          |
| S. Gussiås          | 28          | 12          | 3           | 0           | 3                  | 1                  | 0                  | 0                  |               |               |               |               |             |             |             |             | 31       | 13     | 3           | 0          |
| A. Hellum           | 18          | 1           | 1           | 0           | 3                  | 0                  | 1                  | 0                  |               |               |               |               |             |             |             |             | 21       | 1      | 2           | 0          |
| K. Jahr             | 20          | 0           | 5           | 0           | 3                  | 0                  | 0                  | 0                  |               |               |               |               |             |             |             |             | 23       | 0      | 5           | 0          |
| M. Kaland           | 27          | 2           | 2           | 0           | 4                  | 0                  | 0                  | 0                  |               |               |               |               |             |             |             |             | 31       | 2      | 2           | 0          |
| M. Laham            | 23          | 1           | 2           | 0           | 4                  | 0                  | 0                  | 0                  |               |               |               |               |             |             |             |             | 27       | 1      | 2           | 0          |
| J. Martin           | 0           | 0           | 0           | 0           | 0                  | 0                  | 0                  | 0                  |               |               |               |               |             |             |             |             | 0        | 0      | 0           | 0          |
| S. Melby            | 0           | 0           | 0           | 0           | 0                  | 0                  | 0                  | 0                  |               |               |               |               |             |             |             |             | 0        | 0      | 0           | 0          |
| N. Meursinge        | 0           | 0           | 0           | 0           | 0                  | 0                  | 0                  | 0                  |               |               |               |               |             |             |             |             | 0        | 0      | 0           | 0          |
| T. Næss Totlandsdal | 0           | 0           | 0           | 0           | 0                  | 0                  | 0                  | 0                  |               |               |               |               |             |             |             |             | 0        | 0      | 0           | 0          |
| B. Nguyen           | 0           | 0           | 0           | 0           | 0                  | 0                  | 0                  | 0                  |               |               |               |               |             |             |             |             | 0        | 0      | 0           | 0          |
| J. Norheim          | 26          | 1           | 4           | 1           | 3                  | 0                  | 0                  | 0                  |               |               |               |               |             |             |             |             | 29       | 1      | 4           | 1          |
| U. Østigård Ness    | 19          | 1           | 0           | 0           | 4                  | 0                  | 1                  | 0                  |               |               |               |               |             |             |             |             | 23       | 1      | 1           | 0          |
| K. Sellin           | 15          | 2           | 1           | 0           | -                  | -                  | -                  | -                  |               |               |               |               |             |             |             |             | 15       | 2      | 1           | 0          |
| M. Sætra            | 11          | -16         | 0           | 0           | -                  | -                  | -                  | -                  |               |               |               |               |             |             |             |             | 11       | -16    | 0           | 0          |
| H. Segtnan Thun     | 8           | 0           | 0           | 0           | 2                  | 3                  | 0                  | 0                  |               |               |               |               |             |             |             |             | 10       | 3      | 0           | 0          |
| B. Sundo            | 0           | 0           | 0           | 0           | 0                  | 0                  | 0                  | 0                  |               |               |               |               |             |             |             |             | 0        | 0      | 0           | 0          |
| M. Tvedte           | 15          | 2           | 2           | 0           | 4                  | 0                  | 1                  | 0                  |               |               |               |               |             |             |             |             | 19       | 2      | 3           | 0          |
| Ø. Vestvatn         | 29          | 2           | 4           | 0           | 3                  | 1                  | 1                  | 0                  |               |               |               |               |             |             |             |             | 32       | 3      | 5           | 0          |